# Carlos del Junco

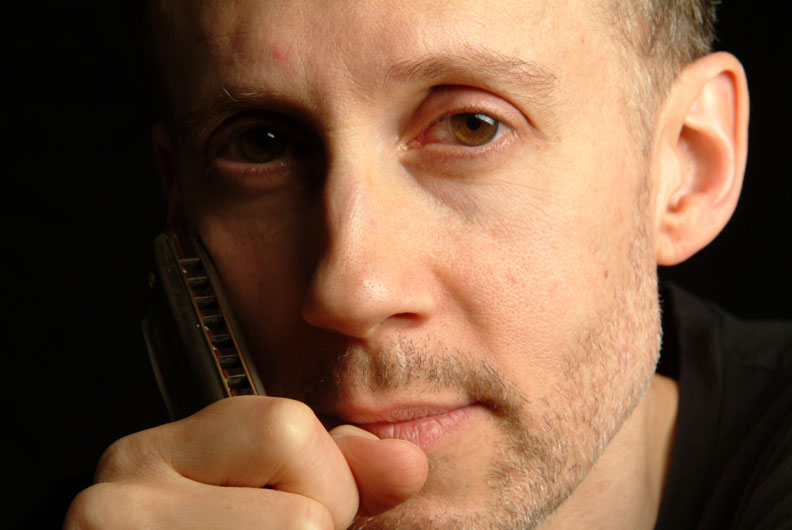
Carlos del Junco

Carlos del Junco (* 17. Mai 1958 in Havanna, Kuba) ist ein kanadischer Mundharmonikaspieler kubanischer Herkunft. Er spielt nicht nur Bluesharmonika, sondern auch andere Instrumente.

## Leben
Im Alter von einem Jahr emigrierte er mit seinen Eltern nach Kanada, wo er im Alter von vierzehn Jahren mit dem Mundharmonikaspielen begann. Seinen ersten Auftritt hatte er mit seinem Mathematiklehrer in einer Talentshow an seiner High School. Seinen Universitätsabschluss machte er aber als Bildender Künstler (Bildhauer). Diese Ausbildung ließ ihn auch einen anderen Blick auf die Musik werfen. Er meinte, Musik sei nur ein anderer Weg, Oberflächen und Formen zu gestalten.
Seine Mundharmonikatechnik erlernte del Junto in Chicago bei Howard Levy, einem Jazzmundharmonikaspieler. In den 1980er-Jahren trat er mit Gruppen verschiedener Stilrichtungen auf, darunter der Latin-/Reggae-/R&B-Band Eyelevel, der Ontario College of Art Swing Band und sechs Jahre mit der Rhythm-and-Blues-Gruppe The Buzz Upshaw Band. Für Tomson Highways mit dem Dora Award gekröntes Theaterstück Dry Lips Oughta Move To Kapuskasing komponierte und spielte er 1991 die Musik. Die Produktion tourte durch ganz Kanada und blieb sieben Wochen an Torontos Royal Alex Theatre auf dem Spielplan. 1993 nahm er mit Bill Kinnar sein erstes Album Blues, eine Sammlung von Bluesklassikern, bei Big Reed Records auf. Dabei spielte Kinnar akustische Gitarre und Dobro und sang. Bei der Hohner Mundharmonika-Weltmeisterschaft in Trossingen gewann er 1993 Goldmedaillen sowohl in der Rubrik diatonischer Blues als auch in der Jazz-Kategorie.
Seit 1996 tritt er regelmäßig in Kanada auf, aber auch in Deutschland und den USA. 2000 spielte er auf dem Harmonica Summit 2000 in Minneapolis, wo er auch einen Workshop leitete. 2003 spielte er im Vorprogramm von Ray Charles beim Toronto Downtown Jazz Festival. In den Jahren seit seiner ersten CD wurde er oft für den Toronto Blues Society’s Maple Leaf Blues Award nominiert, den er auch in den Jahren 2004 bis 2007 gewann.

## Diskographie
- 1993 Blues
- 1995 Big Road Blues
- 1996 Just Your Fool
- 1999 Big Boy
- 2001 Up and at 'Em
- 2005 Blues Mongrel
- 2008 Steady Movin'
- 2011 Mongrels Mash